# 学校法人北星学園

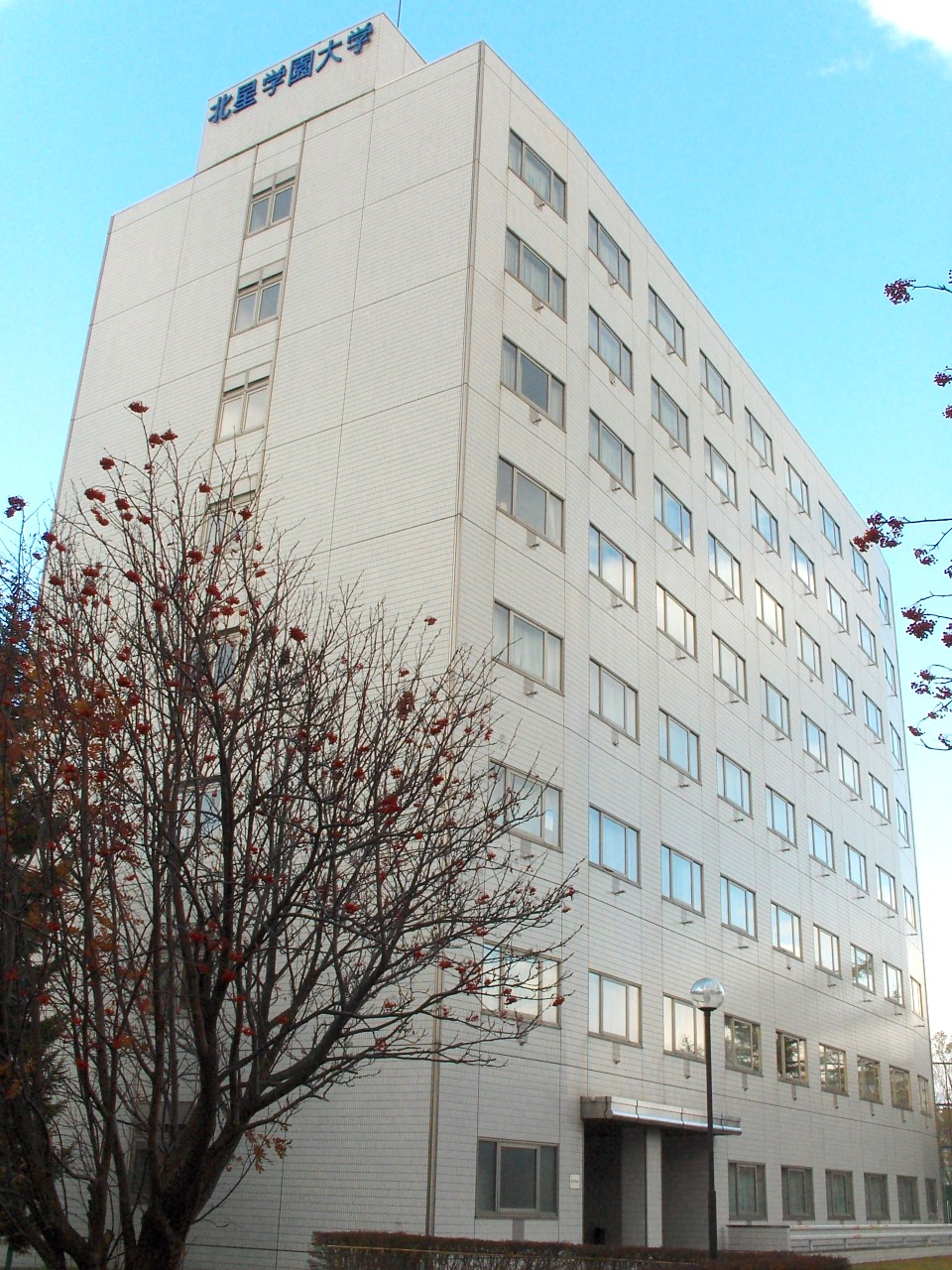
本部のある北星学園大学

学校法人北星学園（がっこうほうじんほくせいがくえん）は、北海道札幌市に本部を置く学校法人。北星学園大学ほか、北海道内の高等学校などの運営を行っている。理事長は大山綱夫（2014年現在）、本部所在地は北海道札幌市厚別区大谷地西2-3-1。

## 沿革・概要
北星学園の始まりは1887年1月15日、アメリカ人宣教師のサラ・クララ・スミスが現在の北星学園女子中学高等学校の前身である「スミス塾」を会塾した時代まで遡る。2年後の1889年に塾は「スミス女学校」として正式認可、1894年に「北星女学校」、1943年「財団法人北星高等女学校」、1946年に「財団法人北星学園」となる。この「北星」という名称は新渡戸稲造などの助言によりつけられたものである。由来は新約聖書（フィリピの信徒への手紙、第2章15節）の「Shine Like Stars～」の下りから。
1951年に北星学園女子短期大学を開学し、同時に正式に「学校法人北星学園」へと改称した。1962年に北星学園大学を新設し、1964年に大学キャンパスを現在地である大谷地へ移動、高等学校や大学学部の新設などを行い、学園創立100周年に当たる1987年には式典が行われた。また、この年には稚内市と合同で、同市若葉台に稚内北星学園短期大学を設立し、同短大を運営する現地法人の立ち上げにも協力した

。1989年には本々サラ・クララ・スミスにより宣教師のために建てられた宣教師館を移転改修し、「北星学園創立百周年記念館」として北星学園女子中学高等学校の敷地内に設置した。
教育理念はキリスト教に基づいたもので、北星学園大学にはチャペルが設置されている。また、第二次世界大戦後50年にあたる1995年には、平和実現等の観点から平和宣言を発表、宣言末尾にはマタイによる福音書からの一節が加えられた。また、2004年2月にも同様に平和宣言を行っている。
100周年をはじめ、節目となる年には開学当時から記念行事を行ってきており、2007年11月にも、120周年を記念する行事が札幌市内で行われた。キリスト教に基づく賛美歌や各種催し物が行われたほか、120周年を記念したロゴマークとホームページも作成。星をイメージした青色の背景に「120th」の文字が描かれたロゴマークが採用され、記念聖句に学園名称の由来となったフィリピの信徒への手紙、「Shine Like Stars～」の一節が取り入れられた。

## 創立関係者
- サラ・クララ・スミス

## 歴代理事長
- 有馬英二（初代、1941-1969）
- 時任正夫（2代、1969-1991）
- 有馬純（3代、1991-1993）
- 永澤悟（4代、1993-2002）
- 杉本拓（5代、2002-2011）
- 土橋信男（6代、2011-2012）
- 酒井玲子（7代、2012-2014）
- 大山綱夫（8代、2014-2020）
- 古川敬康（9代、2020-現在）

## 設置校

### 現在設置している学校
- 北星学園大学
- 北星学園大学短期大学部
- 北星学園女子中学高等学校
  - 北星学園創立百周年記念館
- 北星学園大学附属高等学校
- 北星学園余市高等学校

### かつて設置していた学校
- 北星学園女子短期大学附設幼稚園教諭・保母養成所

## 参考
- キャンパスガイド　北星学園大学・北星学園大学短期大学部
- 北星学園百年史刊行委員会『北星学園百年史　通史編・資料編』北星学園 1990年